# Eosericostoma inaequispinum
Eosericostoma inaequispinum is een schietmot uit de
familie Helicophidae. De soort komt voor in het Neotropisch gebied.